# 台中市捷運工程処
台中市捷運工程処（たいちゅうししょううんこうていしょ）は台中市政府が市交通局傘下に設置した二級機関。台中捷運の路線網のうち、中央政府・台北市政府の直轄事業だった緑線を除く整備予定の路線は本処が計画策定や建設、監督業務を所管する。
日本の多くの公営地下鉄のように、建設局に相当する本処が建設、運行は捷運公司（台中捷運公司が行う（ただし台中市政府交通局は市内バス交通の台中市公車路線の監督が業務で捷運は直接は無関係である）。

## 沿革
- 2010年12月25日 - 設立[1]。

## 組織
首長
- 処長（繁体字中国語: 處長）
  - 秘書
- 人事管理員
- 会計室（部に相当）
- 総合計画課（繁体字中国語: 綜合規劃課）
- 機電系統課
- 捷運工程課
- 開発路権課（繁体字中国語: 開發路權課）

## 捷運建設
市域内の計画中及び建設中の路線は以下の通り。緑線（烏日文心北屯線）は台北市政府捷運工程局に建設監督を委任している。駅名は仮称
| 路線               | 路線               | 区間                                | 距離(km)             | 規格        | 現況                                          | 車両基地 |
| ------------------ | ------------------ | ----------------------------------- | -------------------- | ----------- | --------------------------------------------- | -------- |
|                    | 藍線               | 沙鹿駅 - 台糖湖浜生態公園駅         | 21.3                 | 中運量LRRT  | 実現可能性調査審査中 前瞻基礎建設計画対象路線 | 東海機廠 |
|                    | 緑線（彰化延伸線） | 高鉄台中駅 - 彰化市内               | 5.33                 | 中運量LRRT  | 実現可能性調査審査中 前瞻基礎建設計画対象路線 | 北屯機廠 |
| 緑線（大坑延伸線） | G3駅 - 大坑地区    | 2.49                                | 実現可能性調査作業中 | 中運量LRRT  |                                               | 北屯機廠 |
|                    | 大平霧線           | 緑線G1駅 - 大里区・太平区 - 大慶駅  | 23                   | 中運量LRRT  | 実現可能性調査作業中                          |          |
|                    | 双港軽軌（橘線）   | 台中駅 - 台中空港 - 沙鹿駅 - 台中港 | 35.8                 | 低運量・LRT | 実現可能性調査作業中                          |          |